# (4588) Wislicenus
(4588) Wislicenus ist ein Asteroid des Hauptgürtels, der am 13. März 1931 vom deutschen Astronomen Max Wolf in Heidelberg entdeckt wurde.
Der Asteroid wurde am 26. November 2004 auf einen Vorschlag von Lutz D. Schmadel hin nach dem deutschen Astronomen Walter Wislicenus benannt.